# Earias turana
Earias turana is een vlinder uit de familie van de visstaartjes (Nolidae). De wetenschappelijke naam van de soort is voor het eerst geldig gepubliceerd in 1899 door Grum-Grshimailo.